# Sushant Saxena
Sushant Saxena (* 24. November 1972) ist ein indischer Badmintonspieler. Er wird in einer Reihe neben anderen indischen Badmintonstars aus Prayagraj wie Suresh Goel, Damayanti Tambay, Trilok Nath Seth und Abhinn Shyam Gupta  genannt.

## Karriere
Sushant Saxena wurde bei der Indischen Badmintonmeisterschaft 1993 Vizemeister im Herreneinzel, wobei er im Finale gegen Rajeev Bagga deutlich in zwei Sätzen unterlag. 1994 unterlag er bei den nationalen Titelkämpfen erneut im Finale, diesmal jedoch gegen Dipankar Bhattacharjee. 1991 nahm er im Herreneinzel an den Badminton-Weltmeisterschaften teil. Er verlor dabei in Runde vier und wurde somit 17. in der Endabrechnung. Im World Badminton Grand Prix 1991 und World Badminton Grand Prix 1993 sammelte er Punkte im Weltcup.